# Xoanodera grossepunctata
Xoanodera grossepunctata là một loài bọ cánh cứng trong họ Cerambycidae.